# 川原里奈
川原 里奈（かわはら りな、1995年12月18日 - ）は、日本の元AV女優。ストリッパー。

## 人物・略歴
2015年4月に、AVデビュー。所属事務所はマインズ。
2015年7月7日の公式ブログで、同月一杯でAV女優及びアダルト関係の仕事から引退することを発表した。
同年8月3日を持って公式ブログとツイッターの更新を終了し、ツイッターのアカウントを削除した。

## 出演作品

### アダルトDVD
2015年
- チ○ポに触れずに射精させる!? 現役エスパーアイドルAVデビュー（4月1日、キャンディ）
- ヤバイッ!! 浮気中に彼女が帰宅!! 急いで隠したベッドの下で浮気相手が発情してしまい…!!??!?!?!?（3月25日、MAGIC）
- 2015年度 新卒1年目SOD女子社員お披露目!! ユーザー様おもてなし研修混浴温泉バスツアー（5月9日、SODクリエイト）
- スーパーで買い物帰りに突然のゲリラ豪雨でママ友の家に雨宿りに来た御近所奥さんの、びしょ濡れすけすけに発情（5月9日、アイエナジー）[要出典]
- 超うぶブルマ女子たちと男は僕ひとりの王様ゲーム! オトナのアソビに興味津々なブルマ女子たちが噂でしか聞いた事が無い合コンの定番『王様ゲーム』をやることに!たまたまその場にいた男は僕ひとりなので無理矢理参加させられ…。「王様の命令は絶対」なのにHな命令を恥ずかしがる女子。だけど「大人はみんなやっている」と言われ背伸びしたがる女子が目の前でスカートを上げブルマを見せ従う!そうなったらもう命令はどんどんエスカレートしていき…。 2（5月9日、Hunter）
- Deep Desire（5月9日、SILK LABO）
- 女子校生飼い馴らし伝説 僕の中出されオナドール（5月19日、キチックス）※「RINA」名義
- ド田舎の川辺で無垢な女の子に悪戯してそのまま近くの温泉で乱交しちゃいました。 3（5月19日、キチックス）
- JKオナトレ♥ 女子校生オナニートレーナー 私なりに精一杯愛情込めて教えてあげるね…編（5月20日、部活動）
- 転校したら男は僕一人ぼっちだった…。 9（5月21日、AKNR）
- 働くオンナ猟り vol.21 東池袋のOLたちをとことんハメ廻す!! 東池袋美人OL編（6月1日、プレステージ）
- 再婚相手の連れ子は美人女子校生姉妹!!初めて皆で川の字で寝る事に…。明け方、年頃で可愛い妹のパジャマがはだけ、発育途中の身体を見て欲情してしまった僕は彼女を…!!ふと横を見ると、妹と僕がSEXしているのを気づいた姉が、興奮し身体をくねらせていたので…… 3（6月1日、DOC）
- 訳あり少女連れ込み奴隷化痴漢 連続イカセで何でも言うことを聞く奴隷にさせ中出しで身も心も崩壊させろ!（6月6日、アパッチ）
- 噂の放課後JKが働く 非ヌキ系洗体店は内緒の裏サービスで密着マッサージどころか、とんでもない無法痴帯の売○行為の温床だった〜!!（6月13日、マルクス兄弟）
- ボクの超敏感早漏がみんなにバレた!! ちょっと触られただけでイッてしまう。隠していたはずのボクの早漏チ○ポがなぜかクラス中に知れ渡り、みんなの笑いものに…。面白がってちょっと見せてと女子が僕の家にやってきた。そして「すごい!」と目をキラキラさせて何回も発射見たさに触ってきた。さすがに疲れたボクは「オッパイ触らせてくれたらもっと出るよ」と言ったら「えっ?」一瞬躊躇する女子だったが、好奇心には逆らえず、ボクの願いを聞き入れてくれオッパイを触らせてくれた!すると今度は女の子がモジモジしだし、ついには勃起チ○ポを握りしめ挿れられた!（6月18日、Hunter）
- 完全ガチ交渉! 噂の、素人激カワ看板娘を狙え! vol.25 in練馬（6月19日、プレステージ）
- THE中出し強姦村 秘境で毎年種蒔きの時期に行われる大人たちから少女へのヒミツの儀式（6月19日、キチックス）
- イマドキ小悪魔女子校生が童貞君とドキドキSEX体験! ネット応募のチェリーBOYは年下の小悪魔系素人女子に見栄もプライドもかなぐり捨てて筆下しに成功するのか!?（6月26日、UMANAMI）
- 顔出し出来る素人限定!! 本物素人が通うマッサージ店は門外不出の特別配合の媚薬でウブな身体がとんでもなく火照って涎&痙攣で悶絶しまくり気がつけば中出しセックスだった〜!!（7月13日、マルクス兄弟）
- 制服レズ交尾 〜2人だけの秘密だよ〜（7月13日、マルクス兄弟）
- 図書館リモバイ失禁痴漢 図書館で熱心に勉強しているウブ娘をリモバイ痴漢で千鳥足で痙攣!失禁するほど感じさせろ!（7月23日、アパッチ）
- 「おにいちゃん、汗ふいて」 エアコンが壊れて汗だくになった甘えんぼの美少女達。汗透けピンク乳首にプッツンした僕は、そのまま濡れ濡れ貧乳を揉みまくり!あまりにいいなりなもんだから中出し4回してやりました!（7月24日、SCOOP）
- 電マ女子校生 僕の彼女は電マに逆らえないらしい編（7月27日、メディア総販ソレイル）
- 「本当に2，000円でヤラしてくれるの?」 毎日SEXの事ばかり考えてる女子校生と風俗マニアで仕事中も濡れまくるOL。 男女の性欲が逆転!!（8月1日、MOODYZ）
- 究極のオナサポ W手コキで天国を見ろ!（8月19日、マルクス兄弟）
- 世界一ザーメンを大量に発射する男のぶっかけSEX（8月19日、ROOKIE）
- 女子校生のディルドーフェラ 舌と唇の動きと制服エロスでたっぷりシコらせてあげるね編（8月24日、部活精神JK）
- 美少女8人が貴方だけに愛を囁きながら、赤面ストリップ 入浴ヌルヌル洗体 ズボズボ指入れ痙攣オナニー（8月28日、宇宙企画）
- 女優志望の初めての撮影にやって来たエスパー女子大生を下品なAVに出演させる。（9月3日、グローリークエスト）

### Vシネマ
- 野球拳キャノンボール（2015年9月2日、アルバトロス）※主演[4]